# Лейгілл (Меріленд)
Лейгілл (англ. Layhill) — переписна місцевість (CDP) в США, в окрузі Монтгомері штату Меріленд. Населення — 5764 особи (2020).

## Географія
Лейгілл розташований за координатами 39°5′20″ пн. ш. 77°2′24″ зх. д. / 39.08889° пн. ш. 77.04000° зх. д. (39.088889, -77.039975).  За даними Бюро перепису населення США в 2010 році переписна місцевість мала площу 4,09 км², з яких 4,07 км² — суходіл та 0,02 км² — водойми.

## Демографія
Згідно з переписом 2010 року, у переписній місцевості мешкало 5169 осіб у 1710 домогосподарствах у складі 1318 родин. Густота населення становила 1263 особи/км².  Було 1775 помешкань (434/км²).
Расовий склад населення:
| - 38,2 % — білих - 34,9 % — чорних або афроамериканців - 15,5 % — азіатів - 0,2 % — корінних американців - 7,7 % — осіб інших рас |

До двох чи більше рас належало 3,6 %. Частка іспаномовних становила 17,6 % від усіх жителів.
За віковим діапазоном населення розподілялося таким чином: 22,5 % — особи молодші 18 років, 63,7 % — особи у віці 18—64 років, 13,8 % — особи у віці 65 років та старші. Медіана віку мешканця становила 41,4 року. На 100 осіб жіночої статі у переписній місцевості припадало 90,2 чоловіків;  на 100 жінок у віці від 18 років та старших — 84,6 чоловіків також старших 18 років.
Середній дохід на одне домашнє господарство  становив 132 204 долари США (медіана — 112 170), а середній дохід на одну сім'ю — 147 382 долари (медіана — 123 871). За межею бідності перебувало 2,4 % осіб, у тому числі 4,7 % дітей у віці до 18 років та 1,1 % осіб у віці 65 років та старших.
Цивільне працевлаштоване населення становило 2742 особи. Основні галузі зайнятості: освіта, охорона здоров'я та соціальна допомога — 25,6 %, науковці, спеціалісти, менеджери — 20,4 %, публічна адміністрація — 10,4 %, фінанси, страхування та нерухомість — 7,5 %.